# Bauro
Le bauro est une des langues des Salomon du Sud-Est, parlée par 4 980 locuteurs (1999) à Makira (San Cristobal). Ses dialectes comprennent : Haununu (Hauhunu), Bauro, Rawo (Ravo). Il existe une division linguistique profonde entre le bauro et l'arosi. La variante mamaregho est connue comme la langue du bush.